# Auto-Dispositionssystem
Ein Auto-Dispositionssystem ist eine Software, die eine Dispositionsfunktion halb- oder vollautomatisch übernimmt. Das automatische Dispositionssystem berücksichtigt mehrere Faktoren, wie zum Beispiel Saisonalitäten, logistische Restriktionen, unterschiedliche Standorte und das Wetter. Die meisten automatischen Dispositionssystem nutzen eine Prognose des zukünftigen Bedarfs sowie die Bestellmengenplanung und die Bestellmengenoptimierung. (vgl. Artikel zur automatischen Disposition)
Für die Prognose greift ein Auto-Dispositionssystem auf die Abverkaufszeitreihen des angeschlossenen Transaktionssystems (Warenwirtschaftssystem [WWS], Materialwirtschaftssystem [MAWI]) zurück. Anschließend werden auf Basis der automatisch generierten Absatzprognosen und auf Basis der ebenfalls vom Transaktionssystem bereitgestellten Daten
- Rahmenbedingungen von Einkauf, Logistik und Produktion (Parameter und Konditionen)
- Bestandsdaten
- Auftragsdaten (reservierte zukünftige Aufträge, Rückstände)
- offene Bestellungen
- ggf. Aktionsdaten

möglichst optimale, d. h. kostengünstige, Bestellvorschläge (Handel, Einkauf in der Industrie) bzw. Produktionsvorschläge (Industrie) generiert. Daher muss ein Auto-Dispositionssystem in der Regel zahlreiche Schnittstellen zu gängigen Transaktionssystemen herstellen.